# Embleem van Afghanistan

Embleem van Afghanistan sinds 2021

Het embleem van Afghanistan is het staatssymbool van het land en is in verschillende vormen verschenen op de vlag van Afghanistan sinds de oprichting van die staat. Het embleem was echter afwezig van de vlag tijdens de jaren 1980, toen een Communistisch marionettenregime het land regeerde, en in de late jaren 1990 en sinds 2021, tijdens de regeerperiode van de Taliban.

## Historische emblemen

### 2004-2021
Tijdens de Islamitische Republiek Afghanistan van 2004 tot 2021 had het logo dezelfde Arabische inscriptie als die op de shahadah. Daaronder stond een afbeelding van een moskee met een mihrab, in de richting van Mekka met een bidmatje erin.
Het embleem, men zou het het Afghaanse rijkswapen kunnen noemen, komt voor op tal van Afghaanse ridderorden.
In het wapen staat ook een jaartal volgens de Afghaanse kalender, dat verwijst naar de onafhankelijkheid die werd bevochten op de Britten die in de Anglo-Afghaanse Oorlogen herhaaldelijk vanuit de kolonie Brits-Indië hebben getracht Afghanistan te veroveren. Het jaartal betreft 1298, d.i. 1919 volgens de westerse kalender: in dat jaar slaagden de Afghanen in de Derde Anglo-Afghaanse Oorlog erin de derde en laatste Britse poging af te weren.

### Overzicht

1901-1919
1919-1926
1926-1928
1928-1929
1929
1931-1973
1974-1978
1978-1980
1980-1987
1987-1992
1992-1996
Islamitisch Emiraat Afghanistan 1996-2001
2002-2004
Islamitische Republiek Afghanistan 2004-2021
Islamitisch Emiraat Afghanistan 2021-heden